# Larry Wright (dessinateur)
Pour les articles homonymes, voir Wright.
Larry Wright (1940-2017) est un dessinateur de presse conservateur et auteur de bande dessinée américain.

## Biographie
Dessinateur au Detroit Free Press à partir de 1965, il travaille pour le quotidien conservateur The Detroit News de 1976 à 2009. Parallèlement à cette carrière locale, il crée deux séries diffusées nationalement par United Media, la bande quotidienne Wright Angles (1968-1980, renommée Motley) et la série de dessins d'humour Kit 'n' Carlyle (en) (1980-2015).

## Distinctions
- 1981 : Prix du dessin de presse de la National Cartoonists Society
- 1985 : Prix du dessin de presse de la National Cartoonists Society